# Más de uno
Más de uno és un programa de ràdio, que s'emet en la cadena espanyola Onda Cero des de 2015.

## Història
El programa va suposar l'aposta de la cadena per a la franja matinal, després de la sortida de l'emissora del periodista Carlos Herrera, que amb el seu espai Herrera en la onda, va ser el predecessor de Más de uno. Des de setembre de 2018, i després de la marxa de Lucas a l'espai nocturn La brújula, la presentació és assumida en exclusivitat per Carlos Alsina.

## Format
El programa es divideix en dos grans blocs. El primer, conduït per Carlos Alsina, fins a les deu del matí, té un contingut eminentment informatiu amb especial atenció a l'actualitat política i inclou tant entrevistes a personalitats rellevants del panorama parlamentari i institucional com una tertúlia diària amb periodistes i experts. Seccions habituals són La España que madruga, així com efemèrides i notícies curioses que no solen sortir en els mitjans de comunicació.
A més, s'emet informació esportiva (a càrrec de Félix José Casillas), meteorològica (Roberto Brasero), econòmica (Carlos Rodríguez Braun) i local i la col·laboració de Marta García Aller i Rafa Latorre. A més, de l'opinió dels periodistes polítics Fernando Ónega i Vicente Vallés.
Entre els tertulians d'aquesta franja, es compten, entre d'altres, Antonio Casado, Anabel Díez, Arcadi Espada, Casimiro García-Abadillo, Francisco Marhuenda, Pepe Oneto, Pilar Cernuda, Rubén Amón o Sandra Golpe.
Especialment recordada va ser l'entrevista a Mariano Rajoy el 22 de setembre de 2015 a compte de la presumpta pèrdua de la nacionalitat espanyola dels ciutadans residents a Catalunya, en cas d'independència.
El segon bloc, que va estar fins a 2018 presentat per Juan Ramón Lucas, té un to més distès, i inclou informació sobre actualitat social, cultural, artística, entrevistes, cuina i humor.
Entre els col·laboradors de la segona franja s'inclouen Guillermo Fesser, Carlos Latre, Boris Izaguirre o Josemi Rodríguez Sieiro.

## Audiències
Segons l'Estudi general de mitjans:
- 2015 (tercera onada, desembre 2015): 1.266.000 oïdors. Tercer lloc.[7]
- 2016 (tercera onada, desembre 2016): 1.187.000 oïdors. Tercer lloc.[8]
- 2017 (tercera onada, desembre 2017): 1.309.000 oïdors. Tercer lloc.[9]
- 2018 (tercera onada, desembre 2019): 1.113.000 oïdors. Tercer lloc.[10]
- 2019 (tercera onada, desembre 2018): 1.174.000 oïdors. Tercer lloc.